# Stylurus nagoyanus
Stylurus nagoyanus – gatunek ważki z rodziny gadziogłówkowatych (Gomphidae).